# Music'All Club
 (septembre 2024).
Résidence
Music'All Club est un centre culturel, lieu d'expression et de promotion des talents en Côte d'Ivoire, situé entre la rue Dez Gad et la rue Paul Langevin. Elle se trouve au sud de la ville d'Abidjan, entre la commune de Treichville et celle de Koumassi, sur l’île de Petit-Bassam.

## Présentation
Fondé en 2006, par Dez Gad de son vrai nom Désiré Gadeau, pour la promotion du jazz. Le Music'All Club est devenu un centre culturel situé à Marcory, entre le rue Dez Gad et la rue Paul Langevin. Il a une capacité d'accueil de maximale de 200 personnes et présente les caractéristiques d'un cabaret. Beaucoup des plus grands musiciens de jazz ivoirien ou internationaux y ont joué ainsi que de nombreux jeunes talents (Le duo français de Deep Forest (Eric Mouquet et Michel Sanchez, laureats en 1995 du Grammy Award du meilleur album des musiques du monde), Rocco Zifarelli, Francis Lassus et Henri Dorina).

## Voir Aussi
- L'Émoi du jazz

- Germain Coffi Gadeau